# Chapter V (álbum)
Chapter V es el quinto álbum de estudio del cantante de R&B Trey Songz, este fue publicado el 21 de agosto de 2012 por Atlantic Records. El álbum fue producido por varios y destacados productores discográficos como Troy Taylor, Eric Hudson, Rico Love y Benny Blanco entre otros. Las sesiones de grabación para el disco se llevaron a cabo en varios estudios de grabación como los estudios Circle House Studios y Songbook Miami Studios ambos con sede en Miami y el Downtown Music Studios en Nueva York entre otros.
El álbum debutó como número #1 en los EE. UU. en el Billboard 200 vendiendo 135 000 copias en su primera semana. Fue promovido con cuatro singles en los EE. UU. (principalmente con el tema Heart Attack y en el Reino Unido con Simply Amazing.
Tras su lanzamiento Chapter V recibió observaciones que en lo general fueron positivas por parte de los críticos de música. A partir del 2 de septiembre, ha vendido 177 000 copias en Estados Unidos.

## Lanzamiento y promoción
Originalmente el disco fue publicado el 21 de agosto de 2012 y anteriormente el 17 de agosto de 2012 por medio de descarga digital. Previo a los lanzamientos Trey Songz realizó una gira promocional para el álbum desde el 9 de febrero hasta el 11 de marzo de 2012 por América del Norte. A esta gira se sumó el rapero Big Sean como telonero en el tour.
Los videoclips de "Hail Mary" y "Dive In", dirigidos por Justin Francis, fueron lanzados el 20 de agosto y el 7 de octubre de 2012, respectivamente.
El primer single del álbum Heart Attack, fue lanzado oficialmente por medio de la descarga digital el 26 de marzo de 2012, éste llegó al puesto #35 en el Billboard Hot 100 y al número #28 en los UK Singles Chart. El video musical se lanzó el 4 de mayo y contó con la participación de Kelly Rowland.
El segundo single 2 Reasons salió el 12 de junio coincidiendo con la publicación del videoclip de dicho tema.
Simply Amazing se publicó dos meses después que su predecesor; el 12 de agosto de 2012. Éste se posicionó en el puesto #8 en las listas del Reino Unido. El video musical de este tema fue dirigido por Justin Francis y publicado el 23 de julio de 2012.
Finalmente Never Again salió en noviembre de 2012 en el Reino Unido y el videoclip salió el 21 de noviembre del mismo año.

## Lista de temas
| Nº  | Tema                                       | Duración |
| --- | ------------------------------------------ | -------- |
| 1.  | "Chapter V (Intro)"                        | 1:54     |
| 2.  | "Dive In"                                  | 4:12     |
| 3.  | "Panty Wetter"                             | 3:50     |
| 4.  | "Heart Attack"                             | 3:53     |
| 5.  | "Playin' Hard"                             | 3:54     |
| 6.  | "2 Reasons (Ft. T.I.)"                     | 3:17     |
| 7.  | "Hail Mary (Ft. Young Jeezy & Lil' Wayne)" | 3:55     |
| 8.  | "Don't Be Scared (Ft. Rick Ross)"          | 3:46     |
| 9.  | "Pretty Girl's Lie"                        | 3:47     |
| 10. | "Bad Decisions"                            | 4:33     |
| 11. | "Forever Yours"                            | 4:14     |
| 12. | "Inside Interlude"                         | 1:41     |
| 13. | "Fumble"                                   | 3:57     |
| 14. | "Without A Woman"                          | 4:04     |
| 15. | "Interlude4U"                              | 1:37     |
| 16. | "Simply Amazing"                           | 3:59     |
| 17. | "Never Again"                              | 3:49     |
| 18. | "Check Me Out (Ft. Meek Mill & Diddy)"     | 4:59     |
| 19. | "Chapter V (Outro)"                        | 5:31     |

### iTunesDeluxe Edition
| Nº  | Tema                                 | Duración |
| --- | ------------------------------------ | -------- |
| 19. | "Ladies Go Wild"                     | 3:42     |
| 20. | "Almost Lose It"                     | 4:19     |
| 21. | "Heart Attack (Music Video)"         | 4:14     |
| 22. | "2 Reasons (Ft. T.I.) (Music Video)" | 3:22     |